# Список титулов Соединённого Королевства Великобритании и Северной Ирландии
Пэрство (англ. Peerage) — система дворянских титулов, существующая в Великобритании, часть Британской системы наград. Термин используется и для всей системы титулов, и для отдельного титула. Кроме пэров Великобритании, также существовали и пэры Франции, пэры Португалии и пэры Японии.
Все британские почести, включая пэрское достоинство, происходят от суверена, которого называют источник чести. Сам суверен не может принадлежать к Пэрству — «источник достоинства не может получить достоинство от себя» (мнение палаты лордов в Buckhurst Peerage Case). В соответствии с английской негласной традицией лицо, которое не является пэром и не является сувереном, формально считается простолюдином (но не в Шотландии, где дворянская правовая система кардинально отлична от английской и максимально близка к континентальной). В Англии члены семьи пэров также формально могут считаться простолюдинами, хотя с точки зрения закона они в действительности относятся к классу джентри (младшего дворянства, как и баронеты, рыцари, эсквайры и джентльмены); этим английская система существенно отличается от континентальной (и шотландской), где вся семья, а не индивидуумы сопричисляются к дворянству. Даже члены королевской семьи, не имеющие пэрского достоинства, не обладают особым правовым статусом, отличным от прочих членов общества.

## Список
| # | название | Геральдическая корона | титулы                                        |
| - | -------- | --------------------- | --------------------------------------------- |
| 1 | Герцог   |                       | Список герцогских титулов Британских островов |
| 2 | Маркиз   |                       | Список маркизатов Британских островов         |
| 3 | Граф     |                       | графы Британских островов                     |
| 4 | Виконт   |                       | Список виконтств Британских островов          |
| 5 | Барон    |                       | бароны Британских островов                    |